# Owney Madden
Owney „the Killer” Madden (ur. 1891 lub 1892, zm. 24 kwietnia 1965) – amerykański gangster, wielokrotny morderca.
Przez całą swoją przestępczą karierę utrzymywał przyjazne kontakty z Lucky Luciano, Meyerem Lanskym, Frankiem Costello, Tommym Lucchese i Alem Capone.

## Życiorys
Do Stanów Zjednoczonych z Liverpoolu przybył w 1903 r. – po śmierci ojca.
Osiadł w Nowym Jorku w rejonie Hell’s Kitchen – w owym czasie dzielnica ta nie cieszyła się dobrą sławą. Zamieszkał u swej ciotki.
Niebawem po przyjeździe do Stanów wstąpił w szeregi ulicznego gangu Gophers. Krok po kroku piął się w hierarchii gangu. Posługiwał się doskonale procą, pałką, kastetem i ulubionym narzędziem – gazrurką owiniętą w papier (gazetę). Pierwsze morderstwo popełnił w wieku 17 lat.
Dla uczczenia swego awansu na przywódcę Gophers – według policji – miał zabić pewnego Włocha – nic mu nie udowodniono.
Był na tyle porywczy i brutalny, że nie zawahał się zabić urzędnika Williama Henshawa, który miał poderwać jego dziewczynę. Nieszczęśnika zastrzelił w trolejbusie na skrzyżowaniu 9 Alei i 16 Ulicy, po czym uciekał przed policją po dachach okolicznych domów. Został wprawdzie złapany, ale świadkowie morderstwa (pasażerowie trolejbusa) nagle poznikali i nie można mu było postawić żadnych zarzutów.
W listopadzie 1912 roku przeżył zamach zorganizowany przez członków konkurencyjnego gangu Hudson Dusters, zaatakowało go jedenastu napastników. Został 5-krotnie trafiony i przewieziony do szpitala. Zanim wyszedł, jego kumple zastrzelili sześciu z nich.
Owney musiał później odeprzeć ataki ze strony Little Patsy Doyle’a, który rozpuścił plotki, że został on sparaliżowany w tej strzelaninie i konieczne jest powołanie nowego szefa (bossa) gangu.
Madden przygotował zasadzkę na Doyle’a – doszło do strzelaniny na skrzyżowaniu 8 Alei i 41 Ulicy. Patsy otrzymał trzy postrzały, a Owney za udział w zamachu dostał 8 lat pozbawienia wolności w więzieniu w Sing Sing.
W 1923 roku wyszedł na wolność. Z krwawego zabijaki stał się gangsterem używającym częściej mózgu niż mięśni. Utworzył nowy gang i zaczął robić alkoholowe interesy – okres Prohibicji.
Uczestniczył w obradach słynnej Konferencji w Atlantic City, jako jeden z nielicznych nie-Włochów i nie-Żydów.
Przyczynił się do śmierci Vincenta Colla – zajął go rozmową telefoniczną do chwili przyjazdu brygady zabójców.
Interesował się boksem zawodowym na tyle skutecznie, że wypromował przeciętnego Primo Carnerę na mistrza świata wagi ciężkiej. Zarobił na kontrakcie okrągły milion dolarów, a sam Primo pozostał później bez grosza przy duszy.
W 1932 roku wrócił do więzienia – na krótki okres – za naruszenie przepisów warunkowego zwolnienia. Po ponownym wyjściu zajął się innym gangsterskim biznesem – hazardem. W tym celu przeniósł się z Nowego Jorku do Hot Springs w stanie Arkansas. Razem z Meyerem Lansky otworzył kilka kasyn.
Uważany był za króla Hot Springs, to tutaj gościł innych gangsterów, którzy popadli w konflikt z prawem. Bywali u niego Bugsy Siegel i Lucky Luciano (przed skazaniem w 1936 r.).
Madden ożenił się z córką szefa lokalnej poczty, a w 1943 roku otrzymał obywatelstwo amerykańskie min. dzięki płomiennemu oświadczeniu jakie złożyła jego żona.
Do końca życia uchodził za szanowanego dżentelmena i króla Hot Springs.
Przez całą swoją przestępczą karierę został 44-krotnie aresztowany pod różnymi zarzutami.